# Janów (Konin)
Janów – część miasta Konina, należąca do dzielnicy Mieczysławów. Składa się głównie z kilku bloków PGR oraz kilku domków jednorodzinnych. Jest to najbardziej na północ wysunięte osiedle Konina.